# Iryna Majborodina
Iryna Ołeksandriwna Majborodina, ukr. Ірина Олександрівна Майбородіна (ur. 22 maja 1993 w Kijowie) – ukraińska piłkarka grająca na pozycji pomocnika w Kołos Kowaliwka. Również grała w futsal.

## Kariera klubowa
W 2010 rozpoczęła karierę w klubie CPOR-Doneczczanka Donieck. W 2014 została zaproszona do Żytłobud-1 Charków.
W styczniu 2017 roku przeniosła się do klubu futsalowego ZChO-Tesła Charków, ale już w kwietniu tego samego roku przeniosła się do drużyny Pantery Humań. W październiku 2017 roku przeniosła się do klubu futsalowego IMS-NUChT Kijów, w którym grała do 2021 roku.
W 2019 została zawodniczką ŻFK Mariupol. W 2020 wróciła do Panter Humań. Wiosną 2021 zasiliła skład Kołosu Kowaliwka.

## Kariera reprezentacyjna
5 kwietnia 2011 roku zadebiutowała w juniorskiej reprezentacji Ukrainy WU-19 w przegranym (1:7) u siebie meczu Mistrzostw Europy Juniorów z rówieśniczkami ze Szwecji. Iryna zastąpiła na boisku w 77. minucie Alonę Kowtun. W sumie rozegrała 4 mecze.
W składzie studenckiej reprezentacji Ukrainy w futsalu została srebrną medalistką mistrzostw świata w Kazachstanie.

## Sukcesy
CPOR-Doneczczanka Donieck
- brązowy medalista mistrzostw Ukrainy (2): 2012, 2013
- finalista Pucharu Ukrainy (1): 2012

Żytłobud-1 Charków
- mistrz Ukrainy (2): 2014, 2015
- wicemistrz Ukrainy (1): 2016
- zdobywca Pucharu Ukrainy (3): 2014, 2015, 2016

IMS-NUChT Kijów (futsal)
- mistrz Ukrainy w futsalu kobiet (2): 2017/18, 2018/19
- zdobywca Pucharu Ukrainy w futsalu kobiet (2): 2017/18, 2018/19
- zdobywca Superpucharu Ukrainy w futsalu kobiet (2): 2018, 2019